# Maynard James Keenan
Maynard James Keenan, właściwie James Herbert Keenan (ur. 17 kwietnia 1964 w Ravennie) – amerykański wokalista metalowy. Członek takich zespołów jak Tool, czy A Perfect Circle.
W 2006 roku piosenkarz został sklasyfikowany na 21. miejscu listy 100 najlepszych wokalistów wszech czasów według Hit Parader. Z kolei w 2009 roku został sklasyfikowany na 31. miejscu listy 50 najlepszych heavymetalowych frontmanów wszech czasów według Roadrunner Records.

## Życiorys
Urodził się w rodzinie baptystów. Wstąpił do amerykańskiej armii w 1982. Do 1984 studiował na akademii wojskowej West Point, jednak po pewnym czasie zrezygnował ze służby i przeniósłszy się do Los Angeles, zajął się sztuką. Początkowo nie była to muzyka, lecz projektowanie wnętrz według zasad feng shui.
Karierę muzyczną rozpoczął w latach 80., grając w formacjach Children of the Anachronistic Dynasty (C.A.D.) oraz TexAns (Tex And The Anti Nazi Squad).
W 1990 wraz z Adamem Jonesem, Paulem d’Amour i Dannym Careyem powołał do życia zespół Tool (pierwotnie proponowana przez Keenana nazwa brzmiała 'The Flaming Turds'), obejmując funkcję wokalisty i autora tekstów.
W 1992, podczas pierwszej trasy zespołu, Keenan poznał Billy’ego Howerdela, pracującego jako technik grupy Fishbone, będącej z Toolem na wspólnym tournée. W 1999 Keenan i Howerdel założyli zespół A Perfect Circle (choć plany wspólnego projektu powstały już w 1996), do którego wkrótce dołączyli Paz Lenchantin, Josh Freese i Troy van Leeuwen.
Od połowy lat 90. wraz z m.in. Trentem Reznorem (Nine Inch Nails), Dannym Lohnerem (Nine Inch Nails) i Charliem Clouserem (Nine Inch Nails) przez około dekadę współpracował nad industrialnym projektem muzycznym Tapeworm.
W 2003 wraz z Dannym Lohnerem (ex-Nine Inch Nails, Tapeworm, Black Light Burns i in.) zapoczątkował industrialno-rockowy projekt Puscifer. Pierwsza płyta ukazała się w październiku 2007 pod nazwą V is for Vagina.
Keenan mieszka w Arizonie, gdzie założył winnicę i produkuje wino pod szyldem założonej przez siebie firmy Caduceus.

## Publikacje
- Maynard James Keenan, Sarah Jensen, A Perfect Union of Contrary Things, Backbeat Books, 2016, ISBN 978-1-4950-2442-9

## Dyskografia
- Rage Against The Machine – Rage Against The Machine (1992, Epic Records, gościnnie)[6]
- Green Jellö – Cereal Killer Soundtrack (1993, Zoo Entertainment, gościnnie)[7]
- Deftones – White Pony (2000, Maverick, gościnnie)[8]
- Lustmord – The Word As Power (2013, Blackest Ever Black, gościnnie)[9]

## Filmografia
- „All We Are Saying” (2005, film dokumentalny, reżyseria: Rosanna Arquette)[10]
- „The Heart Is a Drum Machine” (2009, film dokumentalny, reżyseria: Christopher Pomerenke)[11]
- „Blood Into Wine” (2010, film dokumentalny, reżyseria: Ryan Page, Christopher Pomerenke)[12]
- „Fix” (2011, film dokumentalny, reżyseria: Doug Freel)[13]
- „Music City USA” (2015, film dokumentalny, reżyseria: Chris McDaniel)[14]